# پرو (کانزاس)
پرو (به انگلیسی: Peru) شهری در ایالت کانزاس کشور ایالات متحده آمریکا است که جمعیت آن در سرشماری سال ۲۰۱۰ میلادی، ۱۳۹ نفر بوده‌است.